# Bruno Benassati
Bruno Aldo Maria Benassati (Modena, 4 gennaio 1894 – Modena, 13 novembre 1969) è stato un calciatore italiano, di ruolo centrocampista.

## Caratteristiche tecniche
Giocava come mediano nel metodo.

## Carriera

### Club
Dopo aver iniziato a tirare calci al pallone nell'Associazione Studentesca del Calcio di Modena, all'atto della fusione di questa con l'Audax passò al Modena F.C., dove rimase per tutta la carriera.